# Siegfried Fuhrmann
Siegfried Fuhrmann (* 1944 in Hohenbüchen) ist ein deutscher Künstler.

## Leben
Siegfried Fuhrmann studierte nach einer Lehre zum Technischen Zeichner (Industrie am Fagus-Werk) mit dem Schwerpunkt Kunst an der Pädagogischen Hochschule Alfeld mit Abschluss an der Universität Hildesheim. Währenddessen trieb er weiterführende Studien in der Werkstatt des Kunstkeramikers Jürgen Rieck. Er hatte erste Ausstellungen mit Malerei/Objektmontagen (Museum Alfeld, Kunstverein Hannover).
Ab 1971 war Fuhrmann fortdauernd in der Hansestadt Hamburg an verschiedenen Schulen tätig, gleichzeitig auch als freier Gestalter und Künstler. Er stellte ab 1981 regelmäßig aus.
1987 gründete Fuhrmann zusammen mit seiner Frau Maren und einer Gruppe gleichberechtigt beteiligter Künstler den seinerzeit bald auch international bekannt werdenden Kunstraum „KX. Kunst auf Kampnagel“. An diesem 15 Jahre lang bestehenden „off“-Kunstort begleiteten Fuhrmanns unzählige bekannte Künstler auf ihrem Weg (u. a. incl. Öffentlichkeitsarbeit, Akquise, Katalogerstellung, Organisation „Woche der bildenden Kunst“ Hamburg 1992, Mitglied im Beratungsgremium „Arbeitsgruppe bildende Kunst Hamburg“, Jury Jahresstipendium bildende Kunst Hamburg). 
Weiterhin war Fuhrmann mit im Vorstand bei dem seinerzeit neu gegründeten, selbstverwalteten Künstlerhaus Sootbörn in Hamburg tätig.
Später engagierte sich Siegfried Fuhrmann dann einige Jahre (bis Ende 2014) im Vorstand des Berufsverbandes BBK Hamburg.
In seinem Schaffen als Künstler verfolgte Siegfried Fuhrmann stets das Prinzip der Selbstorganisation, ohne Inanspruchnahme von kommerziellen Galerien, betreffend seiner Ausstellungen im In- und Ausland, respektive der „Eigenvermarktung“ sowie der Vermittlung seiner Werke.
Bekanntheit erlangte er u. a. durch die Eigenheit seiner Installationen. Einzelne Objekt-Teile lassen sich dabei mit Hilfe spezieller Kupplungen miteinander verbinden, manchmal auch unter Einbeziehung des Vernissagepublikums.
Über die Austauschbarkeit technoider Installationselemente wird der inhaltliche Kontext jeweils zu neuer Bedeutung hin veränderbar. Dies Prinzip ist auch häufig seinen Zeichnungen eigen.
Stets geht es Fuhrmann dabei um das obskure Verhältnis des Menschen zu und in seiner wie selbstverständlich von Technik determinierten Lebenswelt.
Siegfried Fuhrmann lebt und arbeitet in Hamburg (Atelier für kompatible Form).

## Ausstellungen (Auswahl)
- 1992: „x hoch 3“,Skulpturenausstellung zur „Woche der bildenden Kunst“, Internationale Kulturfabrik, Hamburg (Katalog)
- 1997:
  - „Raumfragen“, Messberghof, Hamburg (Katalog)
  - Städtische Galerie Suhl (Einzelausstellung)
  - „FLIEGEN“, Künstlerhaus Sootbörn, HH (K)
- 1998:
  - Installationen + Zeichnungen, Raum XY, HH (Katalog)
  - „Kunst und Computer“, Griffelkunst im Museum Altona, HH (Katalog)
- 2000: „operational tests“, Projektverfahren I (Installationen), Halle K3, Kampnagel HH
- 2002: „operational tests“, Projektverfahren II (Installationen), Kunsthalle E-WERK, Freiburg (Breisgau)
- 2003: „Paarlauf“, Dialogausstellung 7/7 Kunsthaus Nürnberg
- 2004:
  - „tM#kO#cC“, Einzelausstellung, KX, HH (Katalog)
  - „Paarlauf“, Dialogausst. 7/7 Kunsthaus HH
- 2005:
  - „ID: SUHL909705SF“, (Einzelausstellung)
  - „#autovision#“, Installation/Zeichnung, HH EINSTELLUNGSRAUM, (Einzelausstell.) (Katalog)
- 2007: „INSTALLATION #  Bildwerk“ (in Gemeinschaft m. A. Bromma), Künstlerhaus Sootbörn, Hamburg
- 2008: „Die Rückseite des Mondes“, Kunsthaus HH, BBK (Katalog)
- 2009: „départ“, Gruppenausstellung Sootbörn HH, (Katalog),
- 2010: Wandarbeit, Pavillon sous Bois bei Paris
- 2011: „1D“, Raum 2025 Hamburg
- 2014: „Fliegende Gärten“, (interaktive Wasserskulptur), Sootbörn HH